# Wilson Lamouroux
Wilson Lamouroux Riveros (17 de mayo de 1979) es un exárbitro internacional de fútbol colombiano de ascendencia francesa .
En octubre de 2017 después de bajo rendimiento en varios partidos, decidió renunciar al arbitraje, pero desde 2019 es el coordinador técnico del VAR para el fútbol profesional colombiano con la Federación Colombiana de Fútbol.